# 趙忠堯
趙 忠堯（ちょう ちゅうぎょう、1902年6月27日 - 1998年5月28日）は、中国の物理学者である。

## 生涯
1920年に浙江省の諸曁中学を卒業して南京高等師範学校（1921年に国立東南大学に改称。現在の南京大学）に入学し、1925年に物理学の学士号を取得した。1925年の夏、国立南東大学物理学科教授の葉企孫が北京の北京清華学校（1928年に清華大学に改称）に移ったため、趙も一緒に移籍した。1927年にカリフォルニア工科大学に留学し、1931年にロバート・ミリカンの指導の下でPh.D.を取得した。1931年、ドイツのハレ大学で研究に従事した。
1932年に中国に戻り、清華大学で物理学科の教授になった。1937年の日中戦争勃発により家族全員で昆明に移り、雲南大学で研究を行った。1938年、清華大学・北京大学・南開大学が昆明に疎開して合併し、西南聯合大学となった。趙は同大学の教授を務めた。1945年、国立中央大学の呉有訓学長の要請により同大学の物理学科長に就任した。
1946年に米国に渡って原爆実験に参加し、マサチューセッツ工科大学電気工学部の静電加速器実験室、カーネギー地磁気研究所、カリフォルニア工科大学核反応研究所に勤め、この間に核物理実験機材を購入した。1948年、中華民国中央研究院の第1回院士（数理科学部）に選出された。1950年に帰国途中、彼は数ヶ月間米国政府に拘束された。多くの困難を克服して1950年の後半に中国本土に戻り、中国科学院の物理学研究所と高エネルギー物理学研究所で働いた。 1955年、中国科学院の院士に選出された。1958年、中国科学技術大学現代物理学科が創設され、学部長を務めた。
1966年に文化大革命が始まると、彼は三星鉛筆工場の株式を持っていたことから「資本家」に分類された。また、アメリカに滞在した経験があることから、「特務嫌疑」（特別な容疑者）と書かれた帽子を被らされて監視と審査のために養鶏場に閉じ込められた。1973年に高エネルギー物理学研究所が設立されると、彼は仕事を再開でき、副理事を務め、実験物理学科の仕事を担当した。
彼は1998年5月28日に北京で死亡した。

## 業績
1930年のカリフォルニア工科大学大学院在籍中に、対生成によって発生したガンマ線の散乱を研究したが、異常に高い散乱断面積に陽電子が関与していることを知らなかった。1932年、趙と同級生だったカール・デイヴィッド・アンダーソンが陽電子を発見し、ポール・ディラックが提唱した反物質の存在が確認された。これにより、趙の初期の実験結果が、ガンマ線が電子－陽電子対消滅によって放出されたためと説明できることが明らかになった。
1936年のノーベル物理学賞は陽電子の発見に対してアンダーソンに授与された。アンダーソンが陽電子を発見したとき、趙と同じ放射線源208Tlを使っていた（歴史的に、208Tlは「トリウムCII」の別名でも知られる。崩壊系列を参照）。50年後、アンダーソンは趙が彼の発見に影響を与え、趙の研究がアンダーソンの研究の基礎を形成したことを認めた。趙はノーベル賞を受賞できないまま1998年に亡くなった。